# Angustella pallida
Angustella pallida är en insektsart som beskrevs av Cai och He. Angustella pallida ingår i släktet Angustella och familjen dvärgstritar. Inga underarter finns listade i Catalogue of Life.